# Tatort: Doppelspiel
Doppelspiel ist ein Fernsehfilm aus der Fernseh-Kriminalreihe Tatort der ARD und des ORF. Der Film wurde vom WDR produziert und am 31. März 1985 erstmals gesendet. Es ist die 167. Folge der Tatort-Reihe und der zehnte Fall für die Kriminalhauptkommissare Horst Schimanski (Götz George) und Christian Thanner (Eberhard Feik). Anlässlich des 40. Sendejubiläums des Duisburger Tatorts strahlte der WDR am 7. Dezember 2021 eine in HD abgetastete und digital restaurierte Folge aus.

## Handlung
Jutta Stark liegt tot vor ihrem Wohnblock. Der angenommene Selbstmord birgt für die ermittelnden Kriminalhauptkommissare Schimanski und Thanner aber zu viele Ungereimtheiten. Die Vernehmung von Starks Ehemann ergibt, dass seine Frau an Depressionen litt und er sie nach einem Kollaps vorzeitig aus dem Krankenhaus geholt hatte. Zur Tatzeit habe er eine Verabredung mit einem Paul Gassmann gehabt, dem Leiter einer Sekte. Er habe gehofft, dass seine Frau durch alternative Methoden von ihren Depressionen geheilt werden könne. Ein Armreif jedoch bezeugt, dass die Starks Mitglieder der Sekte „Kirche der Gemeinschaft“ waren, sodass Schimanski und Thanner den Verdacht hegen, dass das Opfer aussteigen wollte.
Gassmann bestätigt Starks Alibi allerdings nicht. Die Ermittler treffen ihn bei der Therapeutin Ann Silenski wieder, mit deren Hilfe er seine Frau gegen den Willen des behandelnden Arztes aus dem Krankenhaus geholt hatte. Unter ihrem Einfluss bleibt Stark jedoch schweigsam. Nachdem die Ergebnisse der Tatortspuren durch die Spurensicherung vorliegen, steht fest, dass das Opfer die Brüstung nicht selbst heruntergesprungen sein konnte. Bei einer weiteren Befragung Starks wird er durch seine Sekretärin dazu gebracht, durchs Fenster zu springen und in Gassmanns Villa zu fliehen. Schimanski und Thanner verfolgen ihn jedoch und nehmen ihn fest.
In der Diskothek „Black Jack“, die ebenfalls von der Sekte finanziert wird, trifft Schimanski wieder auf Ann Silenski und den Amerikaner Parker, der ebenfalls der Sekte angehört. Parallel dazu durchsuchen Thanner und Hänschen Anns Therapiepraxis nach Hinweisen und finden ein Notizbuch der Toten mit dem Namen „Linda Horn“. Wie sich später herausstellt, handelt es sich bei „Linda Horn“ um ein Schiff, mit dem Drogen geschmuggelt werden. Auf dem Schiff überrascht Schimanski die Therapeutin Ann, die ihn zu Koblak, dem Schiffseigner, führt. Dieser kann jedoch ins „Black Jack“ entkommen. Schimanski hegt nun den Verdacht, dass die Sekte sich über Drogengeschäfte finanziert. Bevor noch eine Vernehmung von Koblak erfolgen kann, wird dieser von dem Amerikaner Parker erschossen. Als Gassmann und Parker in der Villa der Sekte vernommen werden, streiten sie alles ab. Ann wird Gassmann gegenüber zunehmend misstrauischer, sodass Schimanski sie dazu bringen kann, sich als Lockvogel zur Verfügung zu stellen. Gassmann beschwert sich schriftlich bei Kriminalrat Königsberg darüber, wie Schimanski und Thanner ihre Ermittlungen führen, da seine Messen dadurch empfindlich gestört worden seien.
Schimanski gelingt es, sich in einen Bus der Sekte zu schmuggeln und sich so Zugang zur Villa zu verschaffen. Dort trifft er auf Ann, die ihm den Zugang zu einem geheimen Versteck zeigt. Schimanski wird dadurch Ohrenzeuge, wie Parker dort mit einem Landsmann verhandelt und einen Treffpunkt an der Zeche Roland für zwei Uhr nachts vereinbart. Der Treffpunkt liegt direkt an der Villa. Zusammen mit Thanner und Hänschen lauert er Parker, Gassmann und dessen Männern auf, als sie mit einem MAN-Lkw, der Waffen geladen hat, vorfahren und diese abladen. Die Beamten liefern sich ein Feuergefecht mit Parker, Gassmann und Co., wobei Parker von Schimanski angeschossen wird. Gassmann flieht in die Villa und nimmt Ann als Geisel. Er bekräftigt, dass Stark seine eigene Frau getötet habe. Stark wird zur Villa gebracht, lässt sich aber durch Gassmann beeinflussen, seine Aussage, dass Gassmann seine Frau getötet habe, zurückzunehmen. Doch dann stößt Ann eine Büste hinunter, die einen Schlüssel zur Wohnung der Starks enthält. Schimanski kann Gassmann entwaffnen und festnehmen.

## Hintergrund und Produktionsnotizen
Die Dreharbeiten fanden in Duisburg und in den Bavaria-Film-Studios Geiselgasteig in München statt und dauerten vom 2. Mai bis zum 6. Juni 1984. Der in dieser Folge häufig zu sehende und teils recht rabiat behandelte Dienstwagen von Schimanski und Thanner war ein Ford Granada. Der Titelsong Double Dealing sowie der Song Heart to Heart stammen von David Knopfler. In einer Szene ist ein E-Meter zu sehen, wie es auch von Scientology benutzt wird. Kameramann Joseph Vilsmaier wurde später als Regisseur von Filmen wie Herbstmilch, Stalingrad oder Schlafes Bruder bekannt.
Doppelspiel ist in der „Schimanski-Komplettbox, Teil 1“ (14 Discs) mit den ersten 14 Folgen enthalten. Herausgeber ist Touchstone, Erscheinungstermin war der 26. Januar 2012.

## Rezeption

### Einschaltquote
Bei der Erstausstrahlung am 31. März 1985 erreichte diese Folge 11,6 Mio. Zuschauer, was einem Marktanteil von 35 % entsprach.

### Kritik
Die Kritiker der Fernsehzeitschrift TV Spielfilm waren der Ansicht: „Klassischer Schimmi-Krimi: verdammt real“.
Kino.de befand, „dass der Film mit gängigen ‚Sekten‘-Klischees arbeite“.